# Le Fleuve de feu (film)
Pour le roman de Mauriac, voir Le Fleuve de feu.
Pour plus de détails, voir Fiche technique et Distribution.
Le Fleuve de feu (Flowing Gold) est un film muet américain réalisé par Joseph De Grasse, sorti en 1924.

## Fiche technique
- Titre original : Flowing Gold
- Titre français : Le Fleuve de feu
- Réalisation : Joseph De Grasse
- Scénario : Richard Walton Tully, d'après le roman de Rex Beach
- Direction artistique : William S. Hinshelwood
- Photographie : Roy Carpenter, Gilbert Warrenton
- Montage : LeRoy Stone
- Société de production : Richard Walton Tully Productions
- Société de distribution : Associated First National Pictures
- Pays de production :  États-Unis
- Format : noir et blanc — 35 mm — 1,33:1 — 8 bobines - Muet

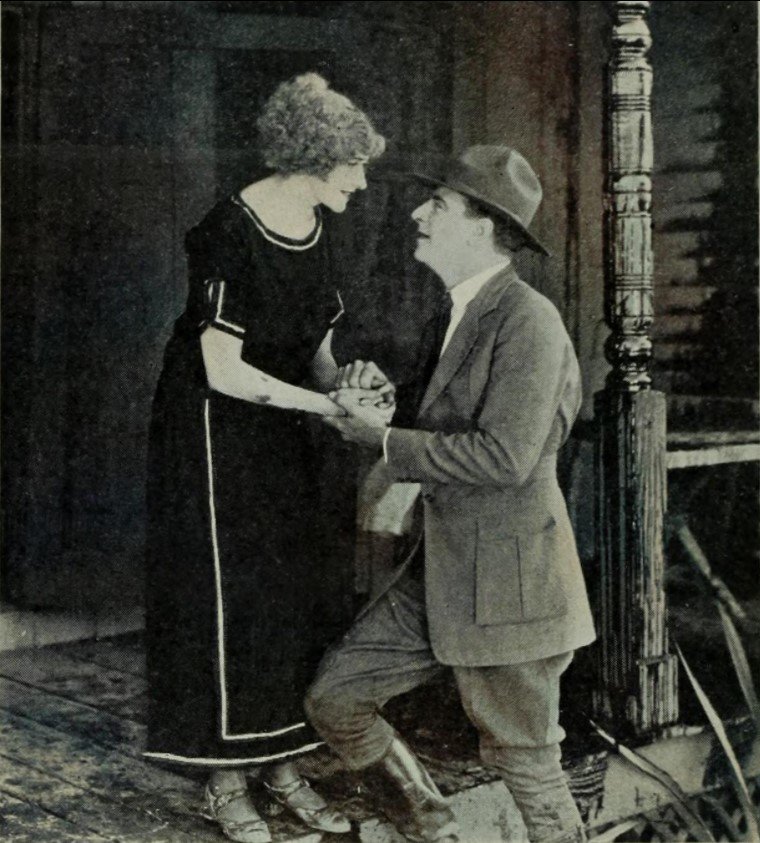
Anna Q. Nilsson et Milton Sills dans une scène du film.

- Date de sortie : 
  - États-Unis : 25 février 1924

## Distribution
- Anna Q. Nilsson : Allegheny Briskow
- Milton Sills : Calvin Gray
- Alice Calhoun : Barbara Parker
- Crauford Kent : Henry Nelson
- John Roche : Buddy Briskow
- Cissy Fitzgerald : The Suicide Blonde
- Josephine Crowell : Ma Briskow
- Bert Woodruff : Pa Briskow
- Charles Sellon : Tom Parker